# Hulftegg
Lo Hulftegg è un passo di montagna tra Canton Zurigo e Canton San Gallo, collega la località di Steg (comune di Fischenthal) con Mühlrüti (comune di Mosnang). Scollina a un'altitudine di 954 m s.l.m.